# Nodes de Txebixov
En anàlisi numèrica, els nodes de Txebixev són una distribució de nodes que permeten fer una interpolació més estable numèricament. Entre altres avantatges, aquests nodes permeten interpolar amb error proper a la màquina funcions que pateixen el fenomen de Runge.

Zeros dels cinquanta primers polinomis de Txebixev de primera classe

## Introducció
Els nodes equiespaiats tenen desavantatges, entre d'altres que en els extrems de l'interval d'interpolació l'error és molt acusat. Per això cal utilitzar distribucions de nodes més condensades en els extrems, que permeten solucionar aquest problema. La manera de trobar aquests nodes està estretament relacionada amb els polinomis de Txebixev de primer i segon tipus.

### Polinomis de Txebixev
Definim el polinomi de Txebixev de grau n de primer tipus com:

{\displaystyle \,T_{n}(x)=\cos(n\arccos(x))}

Per altra banda definim el polinomi de Txebixev de grau n de segon tipus com:

{\displaystyle U_{n}(x)={\frac {\sin[(n+1)\arccos(x)]}{\sin(\arccos x)}}}

## Definició
Hi ha dues classes de nodes de Txebixev diferents, però que es defineixen de forma similar.
- El primer cas és el següent:

| Definim el conjunt de n+1 nodes d'interpolació de Txebixev com les abscisses de les arrels del polinomi n+1 de Txebixev de primer tipus. És a dir: {\displaystyle x_{j}=-\cos {\frac {(2j+1)\pi }{2(n+1)}}\quad j=0,1,\ldots ,n} Més concretament, aquests són els anomenats nodes de Gauss-Txebixev. |

- El segon cas és:

| Definim el conjunt de n+1 nodes d'interpolació de Txebixev com les abscisses dels zeros del polinomi de Txebixev de segon tipus de grau n-1. És a dir: {\displaystyle x_{j}=-\cos \left({\frac {\pi j}{n}}\right)\quad j=0,1,\ldots ,n} Més concretament, aquests són els anomenats nodes de Gauss-Lobatto-Txebixev. |

S'ha comentat al principi que ambdós conjunts de nodes estan relacionats. Fixem-nos, doncs, què passa si definim els nodes de Txebixeb de primer tipus com:

{\displaystyle x_{j}=-\cos \left({\frac {\pi j}{n}}\right),\quad j={\frac {1}{2}},\,\ldots \,,\,{\frac {1}{2}}+i\,,\,\ldots \,,n-{\frac {1}{2}}.}

La qual cosa queda com:

{\displaystyle x_{i}=-\cos \left({\frac {\pi (i+{\frac {1}{2}})}{n}}\right)=-\cos \left({\frac {\pi (2i+1)}{2n}}\right),\quad i=0,\ldots ,n-1.}

Que de fet, és el conjunt de n (en lloc de n+1) nodes de primera classe tal com els hem definit abans.